# Pirâmide ecológica
Pirâmide ecológica, também denominada "pirâmide trófica", é uma representação gráfica que mostra, mediante retângulos horizontais sobrepostos, a biomassa em cada nível trófico de um determinado ecossistema.
As pirâmides ecológicas apresentam, em sua base, os produtores (tais como as plantas) e seguem em uma sequência de vários níveis tróficos (tais como os herbívoros que comem as plantas, sucedido pelos carnívoros que comem herbívoros, seguidos pelos carnívoros que comem carnívoros, e assim por diante). O nível mais alto é o topo da cadeia alimentar. 
As pirâmides ecológicas podem ser de três tipos: pirâmide de números, pirâmide de biomassa e pirâmide de energia.

## Pirâmide de números
Uma pirâmide ecológica de números mostra a quantidade de indivíduos em cada nível trófico da cadeia alimentar proporcionalmente à quantidade necessária para a dieta de cada um desses. Por exemplo, cerca de 10.000 camarões de água doce são necessários para o sustento de 1.000 alburnetes que, por sua vez, alimentam 100 percas que, finalmente, servirão de alimento para uma águia-pescadora.
Além disso, há casos em que o organismo produtor possui um grande porte, neste caso, admita-se uma árvore que nutri uma quantia considerável de seres herbívoros. Neste caso, a pirâmide de números, embora não tenha o formato de pirâmide, pois a base é menor, é denominada de pirâmide inversa.

## Pirâmide de biomassa
- Uma pirâmide ecológica de biomassa mostra a relação entre biomassa e nível trófico através da quantificação do total de biomassa presente em cada nível trófico de uma comunidade ecológica em um determinado período de tempo. A unidade-padrão de uma pirâmide de biomassa é g/m2 (grama por metro quadrado) ou kcal/m2 (calorias por metro quadrado).

A pirâmide de biomassa pode ser invertida. Por exemplo, em um ecossistema de lagoa, o peso seco total do fitoplâncton, principais produtores, em qualquer ponto será menor do que a massa dos heterótrofos, como peixes e insetos. Isto porque o fitoplâncton se reproduz muito rapidamente, mas apresenta um tempo de vida individual muito mais curto.
Um problema com as pirâmides de biomassa é que eles podem fazer um nível trófico parecer conter mais energia do que realmente possui. Por exemplo, todas as aves possuem bicos e esqueletos que, apesar de possuírem massa, não são consumidos pelo nível trófico seguinte.

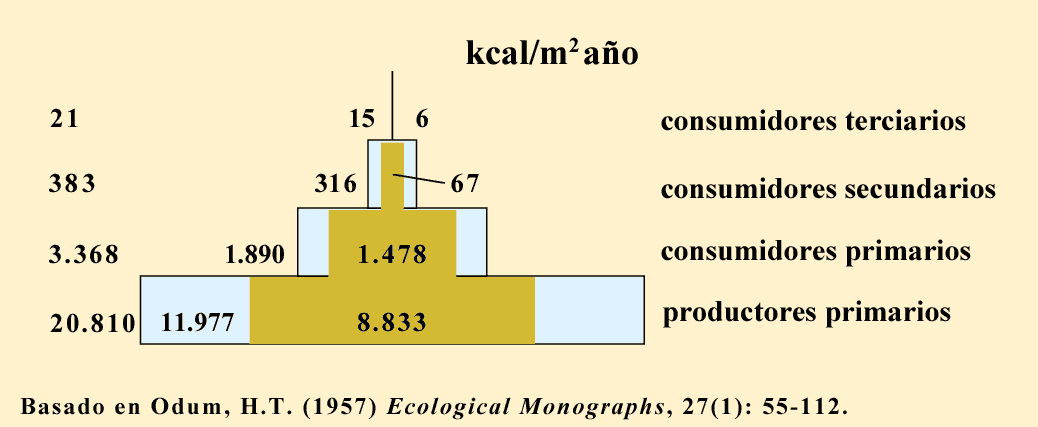
Pirâmide de energia de uma comunidade aquática. Em ocre, a produção líquida de cada nível; em azul, respiração. A soma à esquerda é a energia assimilada.

## Pirâmide de energia
Uma pirâmide ecológica de energia mostra, para cada nível trófico, a produção de biomassa ou quantidade de energia acumulada, em uma determinada área ou volume. Esta pirâmide mostra o fluxo de energia através da cadeia alimentar. A unidade-padrão de uma pirâmide de energia é g/m2 ano (grama por metro quadrado por ano) ou kcal/m2 ano (calorias por metro quadrado por ano). 
•Admita-se que aproximadamente de 10% da energia disponível em um nível trófico seja utilizado pelo nível trófico seguinte.
•A quantidade de energia disponível para os organismos vivos reduz de um nível para outro, a partir dos produtores.
•A energia absorvida pelos produtores retorna para o ambiente como energia térmica, não podendo ser utilizada pelos organismos vivos.
Representação em diagrama da quantidade de material orgânico (biomassa), medida em gramas de matéria seca por metro quadrado, que existe num determinado habitat, calculado por níveis ascendentes e desníveis tróficos da cadeia alimentar. A biomassa baixa em cada nível trófico da cadeia alimentar.